# Старое Котяково
Ста́рое Котя́ково (чув. Кивӗ Катек) — деревня в Батыревском районе Чувашской Республики России. Входит в составНовоахпердинского сельского поселения.

## География
Расположена на левом берегу Булы (в месте впадения в неё Чесноковки) напротив восточной окраины села Батырево (райцентр) и в 120 км к югу от Чебоксар. 

## Население
| 2010 | 2012 |
| ---- | ---- |
| 601  | ↗681 |

## История
Основана одновременно с селениями Сугуты, Татмыш-Югелево, Яншихово, Тигашево, Туруново в первой половине XVI века.
В 1753 году жителями деревни основали деревню Новое Котяково.
В 1780 году при создании Симбирское наместничество, деревня Старая Котякова, крещёных чуваш, вошла в состав Буинского уезда.
С 1796 года входила в состав Батыревской волости Буинского уезда Симбирской губернии.

## Инфраструктура
- Основная общеобразовательная школа (до 2011 года)
- сельский дом культуры
- библиотека
- 3 магазина
- фельдшерско-акушерский пункт